# Kazuaki Nagasawa
Kazuaki Nagasawa (jap. 長沢 和明 Nagasawa Kazuaki; ur. 4 lutego 1958) – były japoński piłkarz, reprezentant kraju.

## Kariera klubowa
Od 1980 do 1989 roku występował w klubie Yamaha Motors.

## Kariera reprezentacyjna
W reprezentacji Japonii zadebiutował w 1978. W reprezentacji Japonii występował w latach 1978–1985. W sumie w reprezentacji wystąpił w 9 spotkaniach.

## Statystyki
| Reprezentacja Japonii | Reprezentacja Japonii | Reprezentacja Japonii |
| Rok                   | Mecze                 | Gole                  |
| --------------------- | --------------------- | --------------------- |
| 1978                  | 6                     | 0                     |
| 1979                  | 0                     | 0                     |
| 1980                  | 0                     | 0                     |
| 1981                  | 0                     | 0                     |
| 1982                  | 0                     | 0                     |
| 1983                  | 0                     | 0                     |
| 1984                  | 0                     | 0                     |
| 1985                  | 3                     | 0                     |
| Razem                 | 9                     | 0                     |